# Димитър Терзийски
Димитър Илиев Терзийски е български революционер, член на Вътрешната македоно-одринска революционна организация.

## Биография
Димитър Терзийски е роден във Фращани, Сярско, в Османската империя. Става серски районен подвойвода на Таската Серски. През 1907 година действа в планините северно от Сяр, около родното си село Фращани.